# Biberwier
Biberwier è un comune austriaco di 628 abitanti nel distretto di Reutte, in Tirolo.